# لوی میلر
لیوای میلر (انگلیسی: Levi Miller؛ زادهٔ ۳۰ سپتامبر ۲۰۰۲) یک هنرپیشه و بازیگر سینما اهل استرالیا است.
از فیلم‌ها یا برنامه‌های تلویزیونی که وی در آن نقش داشته است می‌توان به چین‌خوردگی در زمان ، پن ، جاسپر جونز (فیلم) اشاره کرد.لوی میلر بازیگر نوجوان استرالیایی است که بیش ترین شهرت خود را برای بازی در نقش پیتر پن محصولی از کمپانی وارنر به دست آورده است. او کار بازیگری را در سال 2010 و با فیلم کوتاه آکیوا آغاز کرد که در آن نقش لاوی را بازی می کرد. یک سال بعد، یعنی در سال 2011 به عنوان بازیگر مهمان در سریال ترا نوا همکاری کرد. در 2012، او برای بازی در فیلم کوتاه “ماجراجویی های بزرگ” در نقش بیلی جوان انتخاب شد. در سال 2015 در فیلم “پن” بازی کرد که در آن افتخار هم بازی بودن با هیو جک من را به دست آورد. لوی در 2016 در سینمایی های “بیشتر حواست باشه” و “سگ قرمز: آبی واقعی” به ترتیب در نقش های لوک و میک ظاهر شد. او برای بازی در فیلم “سگ قرمز: آبی واقعی” موتورسواری یاد گرفت. در سال 2017  او در در نقش چارلی باکتین در درام رازآلود “جسپر جونز” بازی کرد و شهرت فراوانی را برای ایفای این نقش اصلی به دست آورد. لوی در همین سال در فیلم “خروج آمریکایی” در نقش لئو هم بازی کرد.
علایق و ویژگی ها
لوی میلر متولد سی ام سپتامبر 2002 در بریزبین، کوئینزلند، استرالیا می باشد. پدر و مادرش زمانی که او خیلی کوچک بود از هم جدا شدند. او دو خواهر به نام های بریتنی و تیارنی دارد که از او بزرگترند. قد او 1.75 متر بوده و پنجاه و هشت کیلوگرم وزن دارد. رنگ موهایش قهوه ای است و چشمانی به رنگ آبی اقیانوسی دارد. میلر تا کنون دو میلیون دلار از طریق بازیگری به دست آورده است. او در شبکه های اجتماعی مانند فیس بوک، توئیتر و اینستاگرام صفحه دارد که نام کاربری او در همه ی آنها levizmiller است که دلیل این انتخاب، نام کامل اوست که لوی زین میلر می باشد. لوی تا کنون در پیام های بازرگانی استرالیایی فراوانی بازی کرده است. بازیگر و خواننده ی مورد علاقه ی او به ترتیب لئوناردو دی کاپریو و جاستین بیبر می باشند. او علاقمند به کتاب های فانتزی و دارای تعلیق است. سرگرمی های لوی شامل نواختن گیتار و ورزش هایی مانند فوتبال و بیسبال می باشد. او عاشق انواع پیتزا و برگر است. به رنگ های قرمز و آبی علاقمند است و سگ ها را دوست دارد. در میان خودروها لامبورگینی را بیش از همه می پسندد.و نکته ی آخر این که لوی میلر از نظر استیل بدنی، کشیده و عضلانی است و اصطلاحا اندامی مزومورف دارد که این موضوع به همراه داشتن ظاهری جذاب، به او کمک کرد تا در حوزه ی مدلینگ هم فعالیت کند.